# Rusty Cundieff
George Arthur „Rusty” Cundieff (ur. 13 grudnia 1960 w Pittsburghu) – amerykański reżyser, aktor i scenarzysta.

## Życiorys
Urodził się w Pittsburghu, w stanie Pensylwania jako jedyny syn Christiny i Johna A. Cundieffów. Ma siostrę Holly. Studiował dziennikarstwo na Loyola University w Nowym Orleanie. W 1982 ukończył studia na wydziale filozofii religii na Uniwersytecie Południowej Kalifornii w Los Angeles.
Był gospodarzem programu muzycznego Witamy w Fun Zone (Welcome to the Fun Zone, 1984), zanim pojawił się gościnnie w sitcomie Co zdarzy się teraz (What's Happening Now!, 1985) u boku Martina Lawrence i operze mydlanej NBC Dni naszego życia (Days of Our Lives, 1985). Później trafił na duży ekran w dramacie sensacyjnym 3:15 – godzina kobry (3:15, 1986) z Adamem Baldwinem i w czarnej komedii Spike’a Lee Szkolne oszołomienie (School Daze, 1988) z udziałem Laurence’a Fishburne’a. Zadebiutował jako współscenarzysta komedii Przyjęcie domowe 2 (House Party 2, 1991) z Martinem Lawrence’em i modelką Iman. Był reżyserem komedii muzycznej Po co rapperom czapki? (Fear of a Black Hat, 1994) sześciu odcinków komediowego serialu muzycznego MGM Chappelle’s Show (2003–2006). Jako współreżyser antologii komediowej Movie 43 (2013) zdobył Złotą Malinę dla najgorszego reżysera, wraz z 12 innymi.
Jest żonaty z Triną Davis. Ma syna Theloniousa JonDavisa (ur. 18 maja 2000) i córkę Simone Christinę (ur. 2003).